# Muzeum Dziedzictwa Sakralnego w Wilnie
Muzeum Dziedzictwa Sakralnego w Wilnie mieści się w murach odrestaurowanego kościoła św. Michała Archanioła i klasztoru bernardynek na Starym Mieście w Wilnie – jest to była świątynia rzymskokatolicka, jedyny renesansowy kościół miasta. Obiekty te po burzliwych dziejach i wieloletnim zaniedbaniu zostały przekazane kurii diecezji wileńskiej w 1993.
7 października 2005 arcybiskup metropolita wileński kardynał Audrys Bačkis dekretem ustanowił na terenie kościoła i klasztoru Muzeum Dziedzictwa Sakralnego. W 2005 rozpoczęto prace konserwatorskie.
18 października 2009 Muzeum Dziedzictwa Sakralnego zostało otwarte.
W kościele zachował się nagrobek fundatora kościoła, Lwa Sapiehy i jego żon Doroty z Firlejów (†1591) i Elżbiety Radziwiłłówny (†1611). Jest to największy nagrobek grupowy na Litwie i jedyny zachowany. Na szczycie jest figura Chrystusa Zmartwychwstałego, pod nią został wkomponowany relief przedstawiający śpiących rycerzy. Po obu stronach reliefu są figury patronek obu żon – św. Elżbiety i św. Doroty. Nieco niżej są personifikacje cnót – Wiary i Nadziei. Nagrobek pochodzi z drugiej ćwierci XVII wieku, jednak w jego strukturze wykorzystano trzy wcześniejsze, bardziej prymitywne, reliefowe wizerunki Sapiehy i jego żon. Prawdopodobnie przed wybudowaniem kościoła św. Michała zdobiły one nagrobek, który znajdował się w katedrze wileńskiej.
Zachowały się też, epitafium wcześnie zmarłego Krzysztofa (†1631), syna Lwa Sapiehy, pomnik nagrobkowy Teodory Krystyny (†1652), żony Kazimierza Lwa Sapiehy oraz epitafium, w postaci fresku, Anny (†1760).

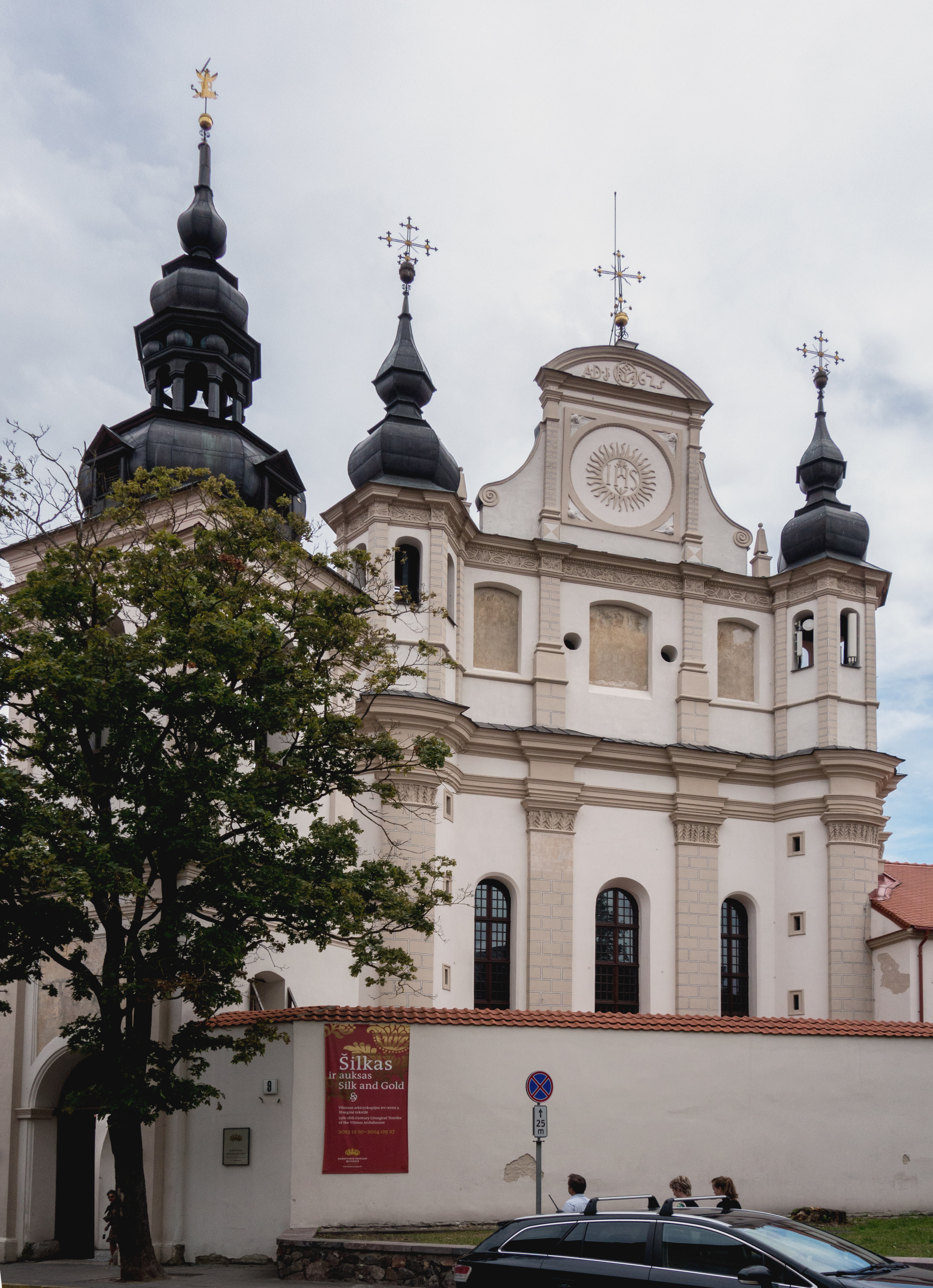
Wejście do muzeum
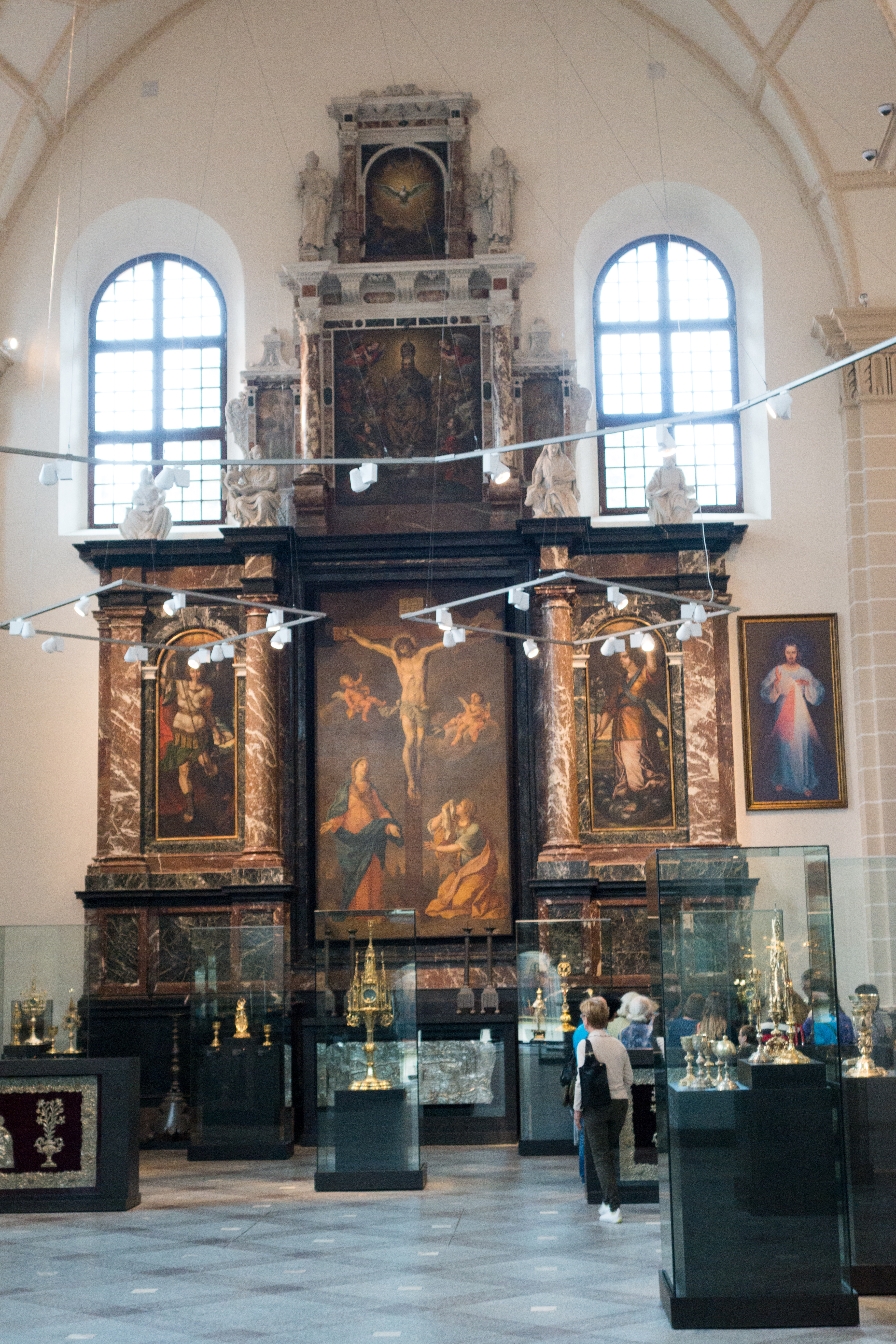
Zrekonstruowany ołtarz
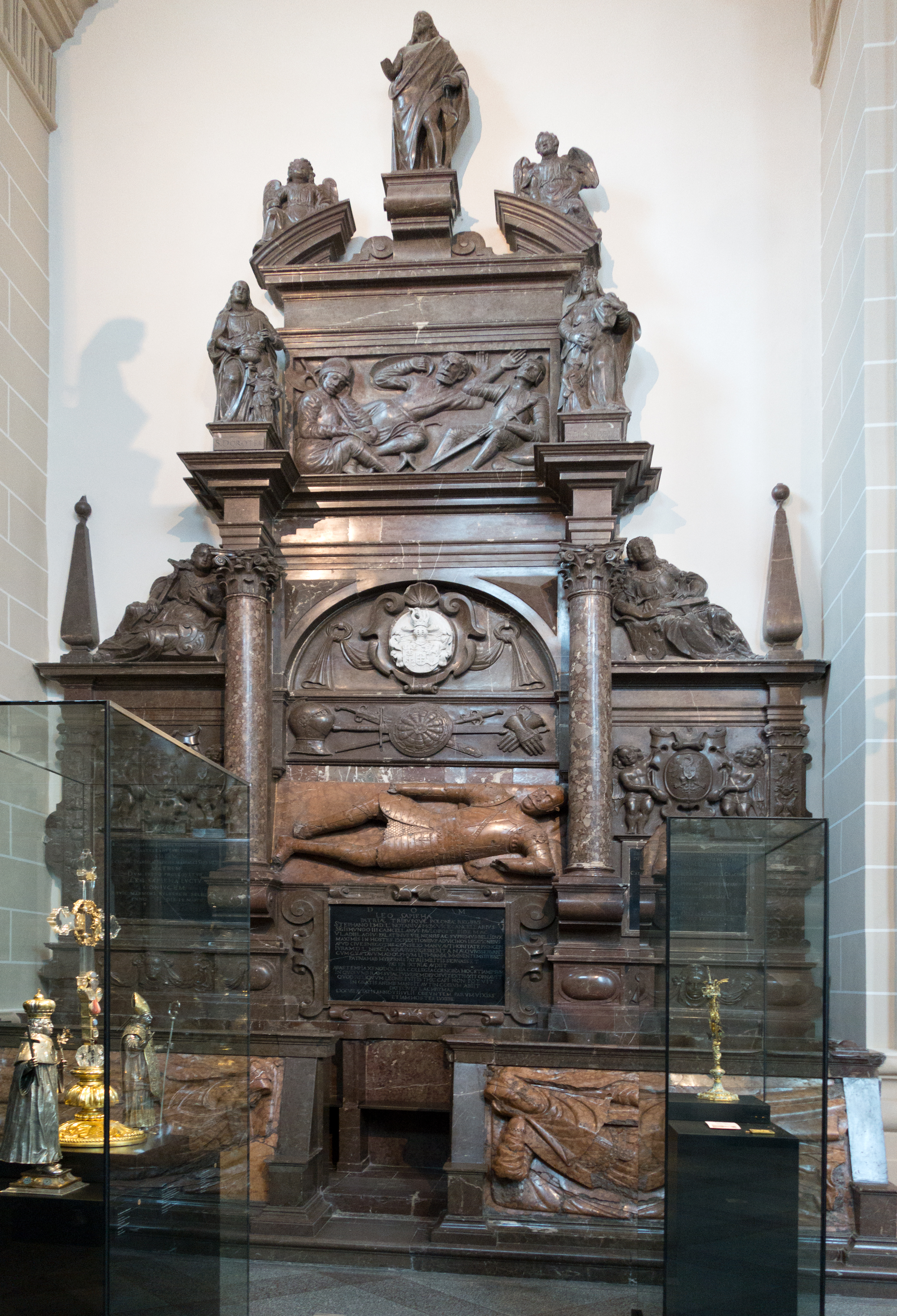
Nagrobek grupowy Lwa Sapiehy i jego żon Doroty z Firlejów (†1591) i Elżbiety Radziwiłłówny (†1611)
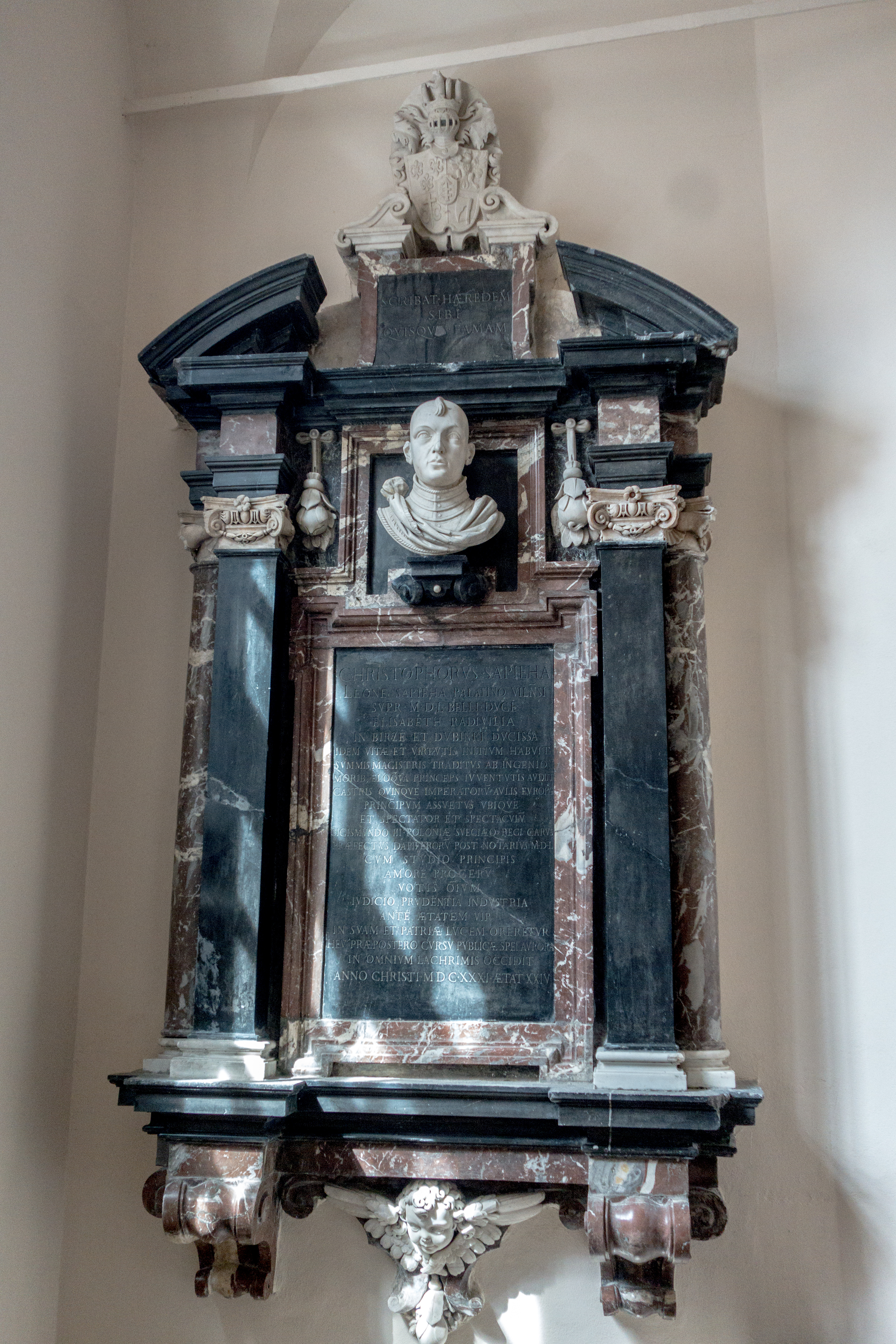
Epitafium Krzysztofa Sapiehy (†1631), syna Lwa
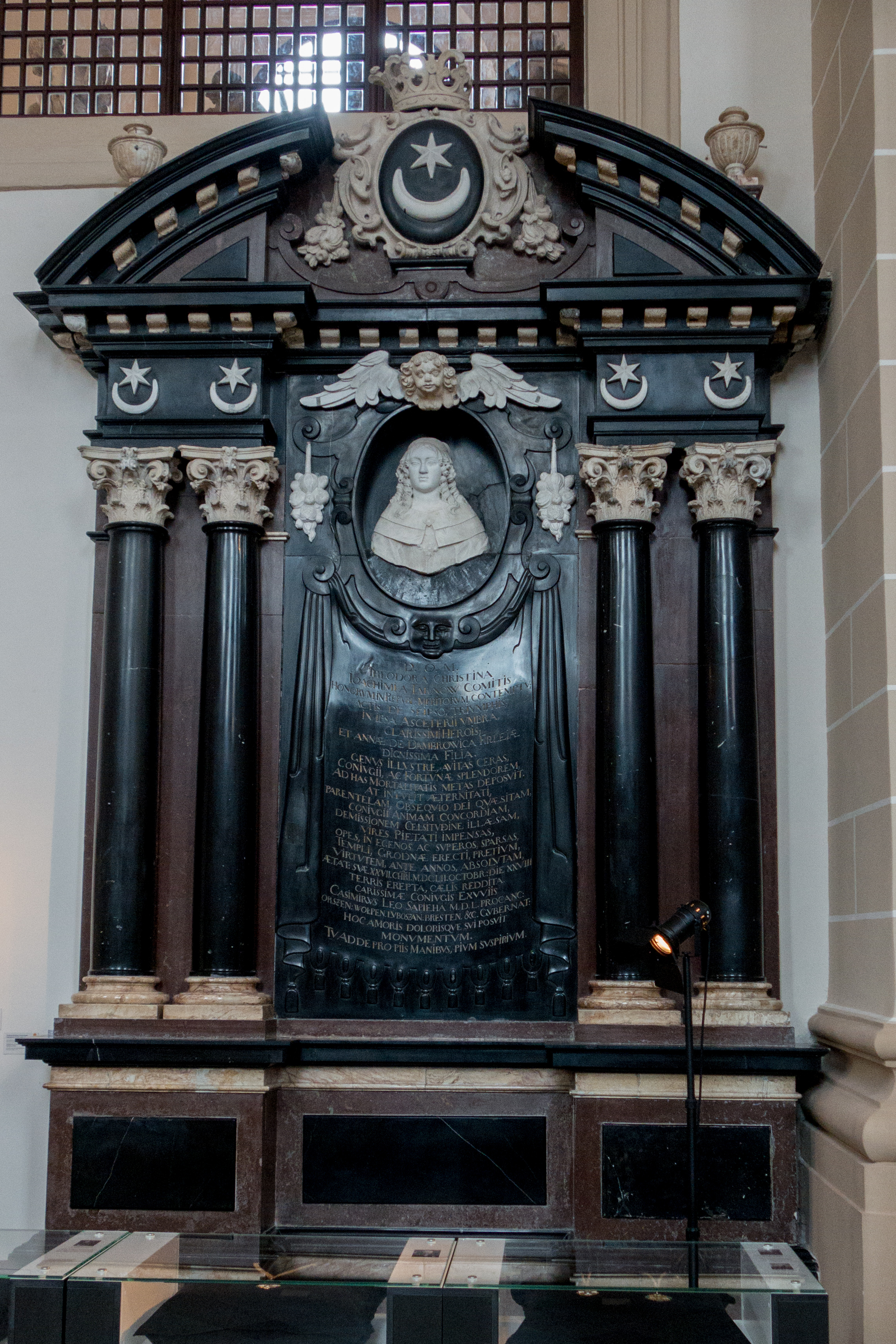
Nagrobek Teodory Krystyny (†1652), żony Kazimierza Lwa Sapiehy
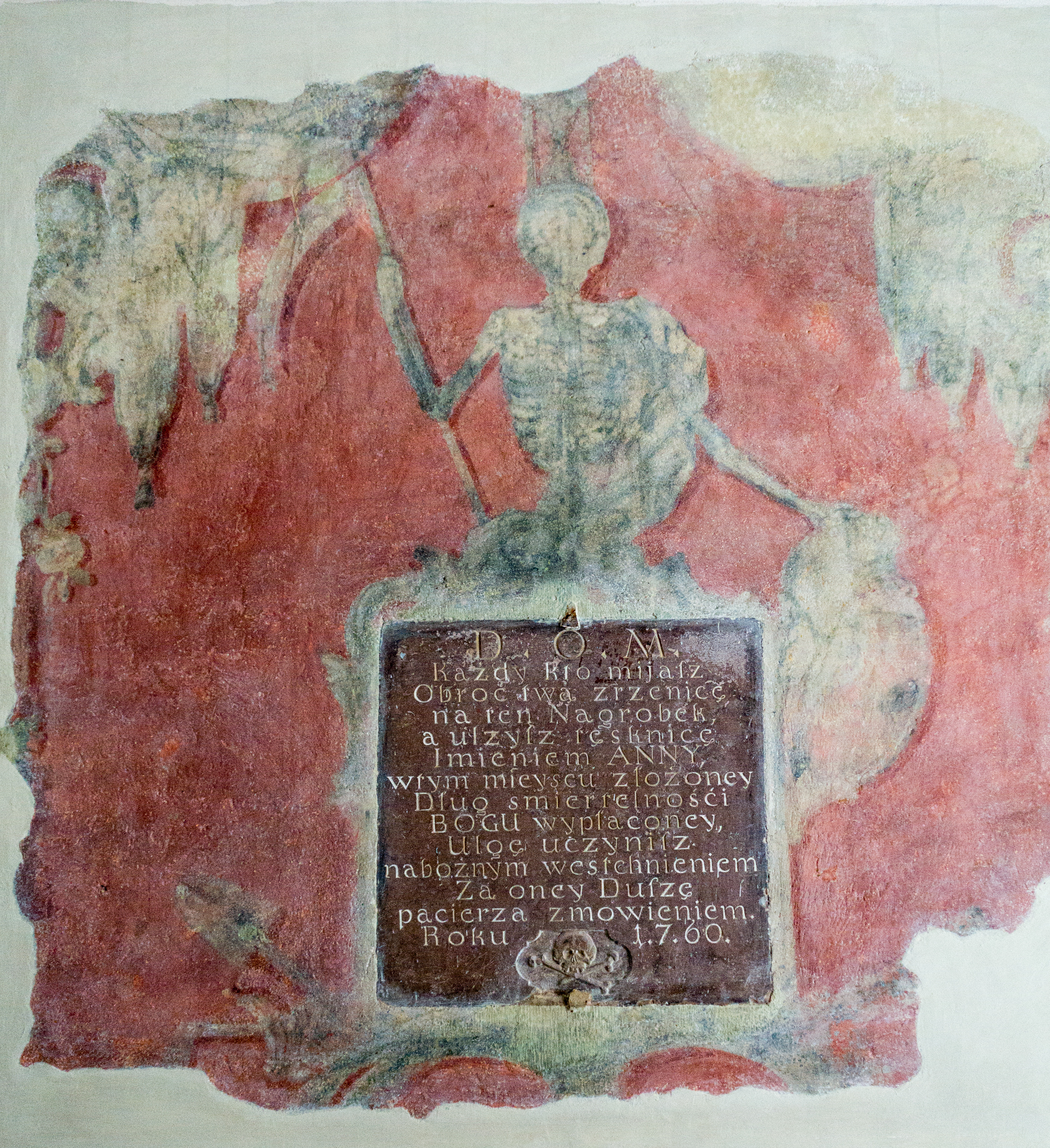
Epitafium Anny Sapiehy

## Zbiory muzealne
Eksponaty muzealne pochodzą z katedry wileńskiej, kościołów św. Piotra i Pawła na Antokolu, kościoła św. Michała, kościoła św. Teresy i z kościołów spoza Wilna. Sercem ekspozycji są monstrancje, kielichy i relikwiarze ze skarbca katedry wileńskiej. Są to nie tylko świadectwa tradycji religijnej ale też najwyższej klasy dzieła sztuki złotniczej mistrzów litewskich i z najlepszych warsztatów złotniczych całej Europy. W ekspozycji znajdują się ponadto inne naczynia liturgiczne, szaty liturgiczne, pastorały, obrazy, koszulki i korony z obrazów, ołtarzyki procesyjne, krzyże ołtarzowe i ocalałe rzeźby drewniane z nieistniejących już dzisiaj ołtarzy.

Wybrane monstrancje i relikwiarze
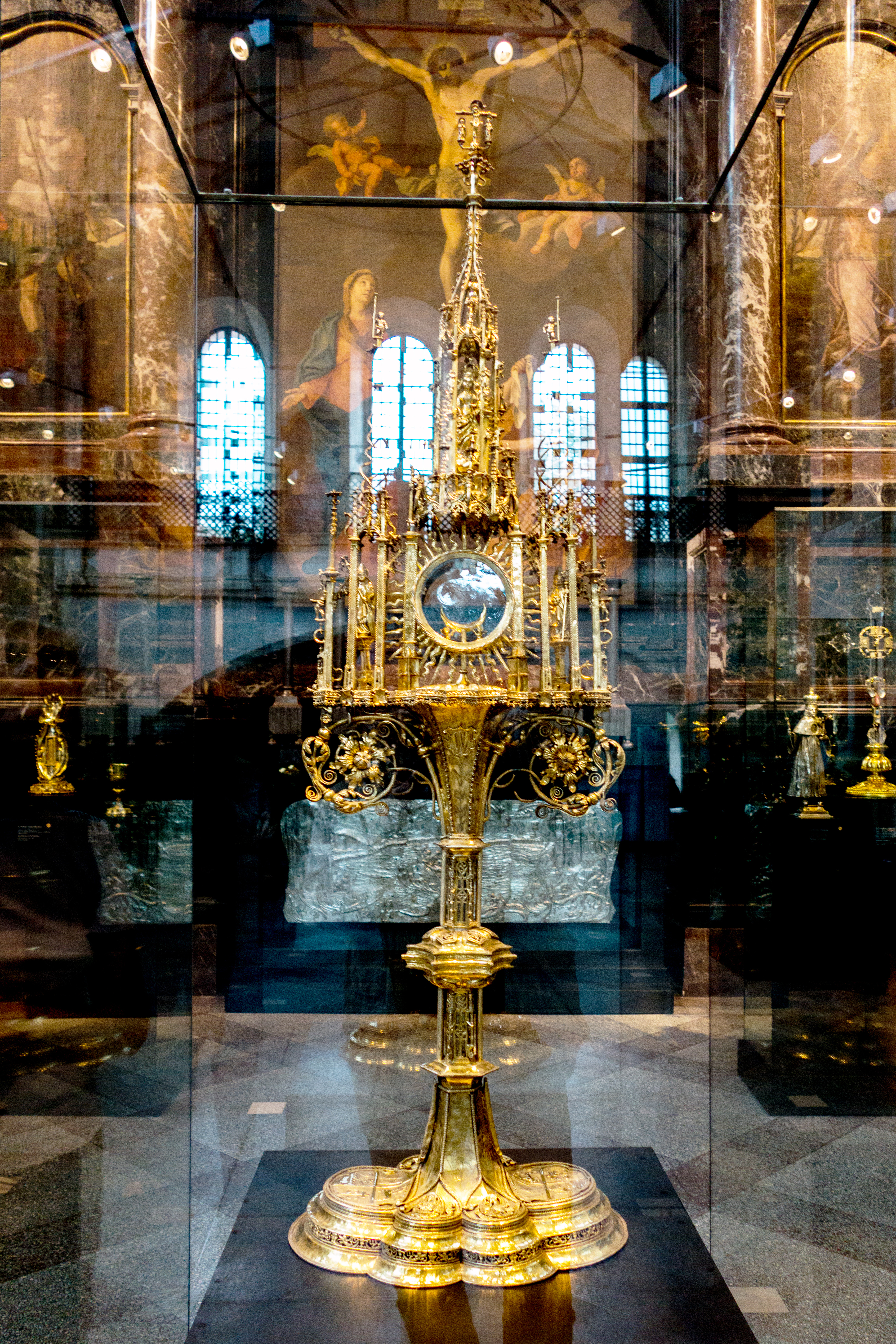
Wielka monstrancja. Srebrna monstrancja o wysokości 150 cm, ufundowana dla kościoła św. Michała w Gieranionach przez Alberta Gasztowta
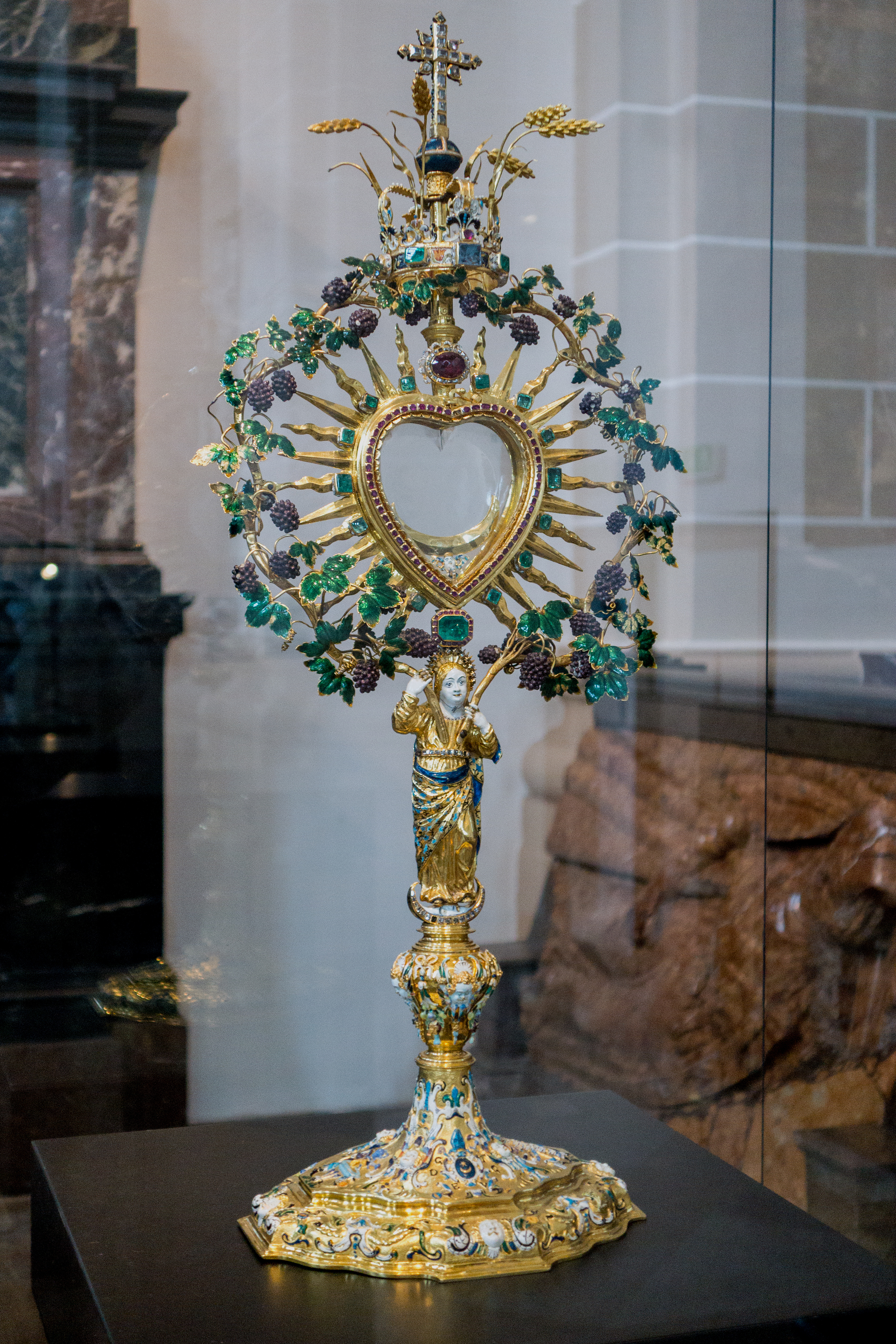
Złota monstrancja. Rzeczpospolita Obojga Narodów – 1649 – 55. Ufundowana dla skarbca katedry wileńskiej przez biskupa wileńskiego Jerzego Tyszkiewicza
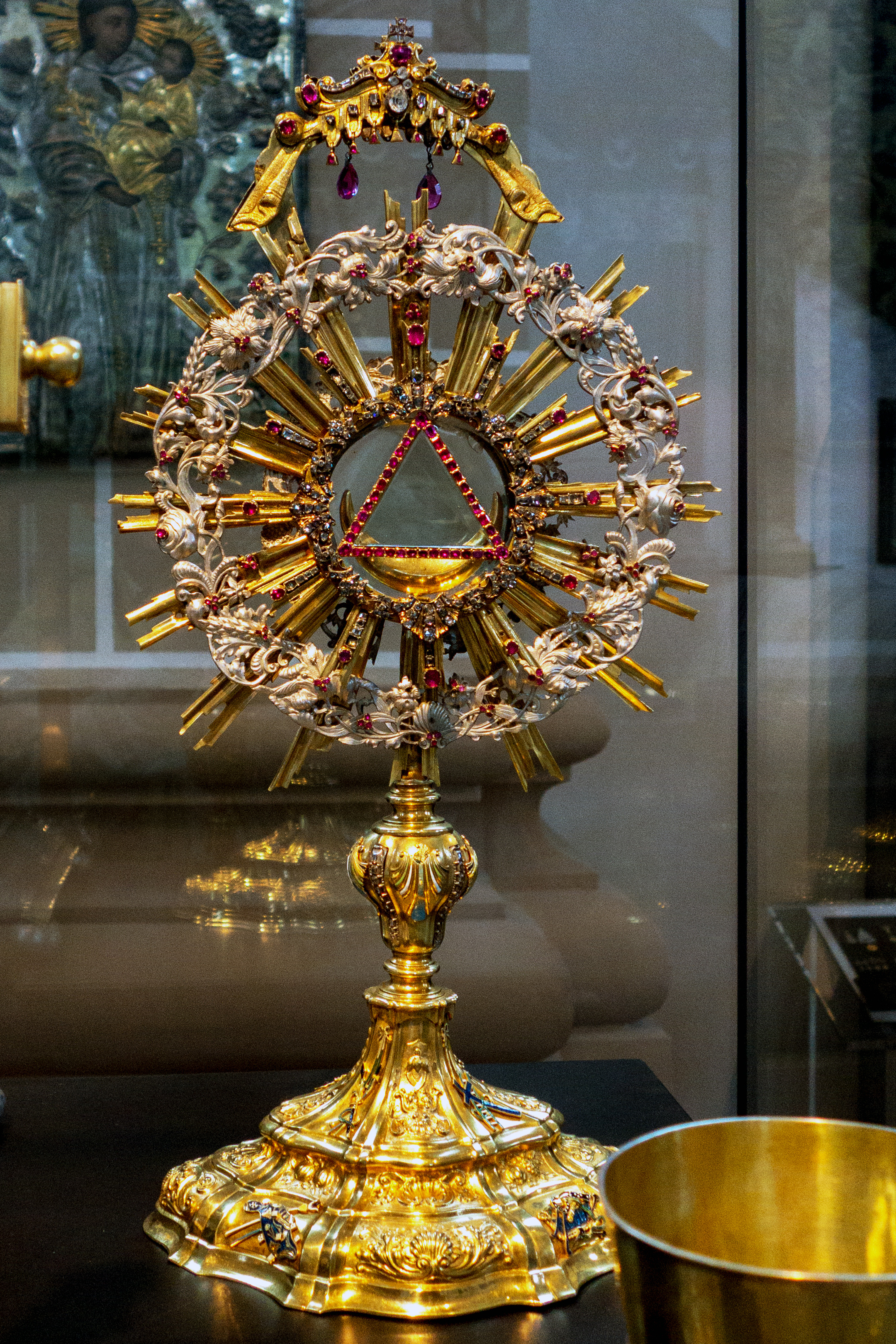
Srebrna monstrancja. Wilno przed 1744. Fundatorzy biskup smoleński Bogusław Korwin Gosiewski i jego siostra Teresa Gosiewska-Sapieżyna.
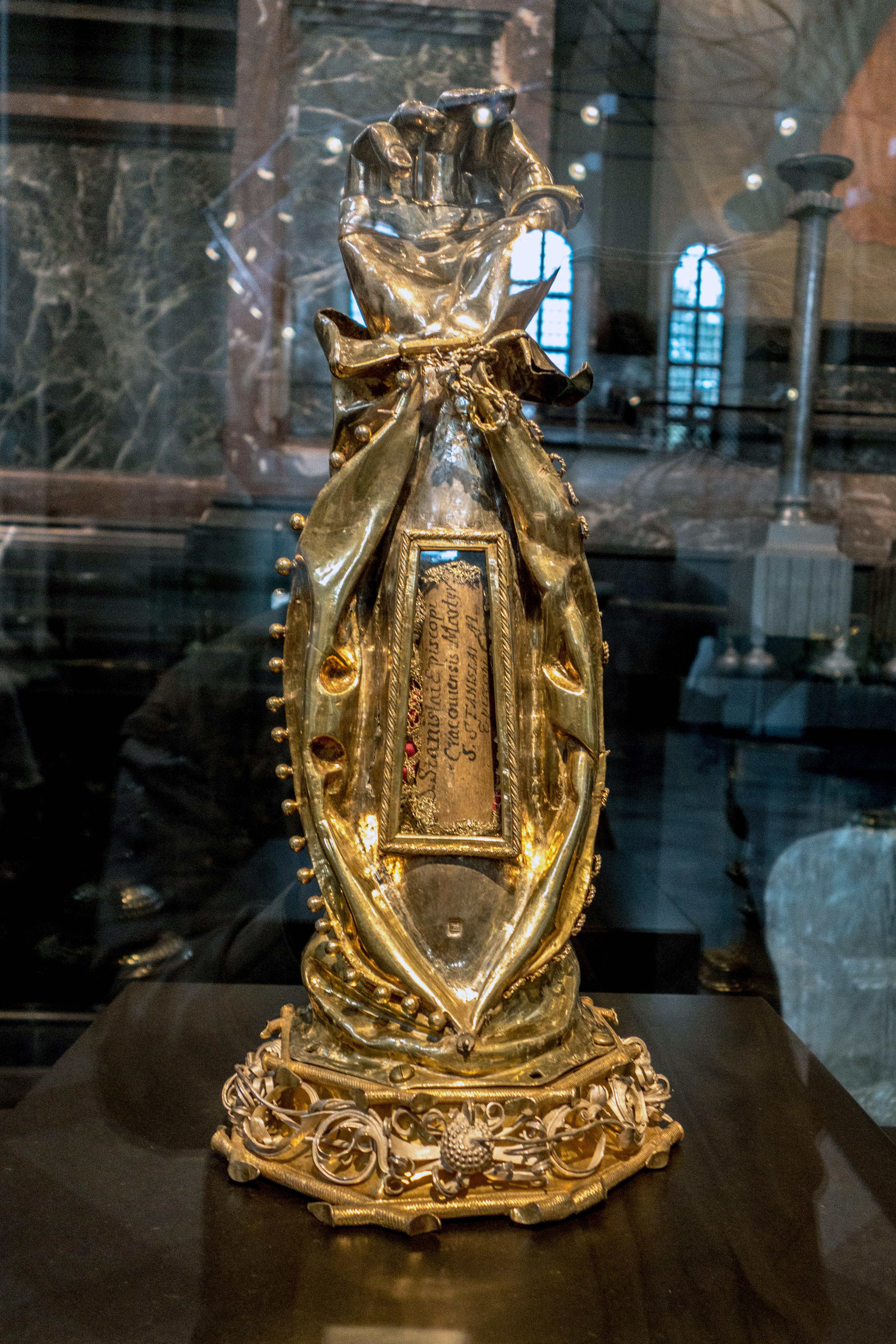
Relikwiarz św. Stanisława. Europa Środkowa, Wilno(?), 1500-1503. Według tradycji ten fragment szczątków świętego krakowska kapituła katedralna podarowała katedrze wileńskiej z okazji jej konsekracji w 1388. Jednak relikwiarz jest późniejszy o co najmniej sto lat.
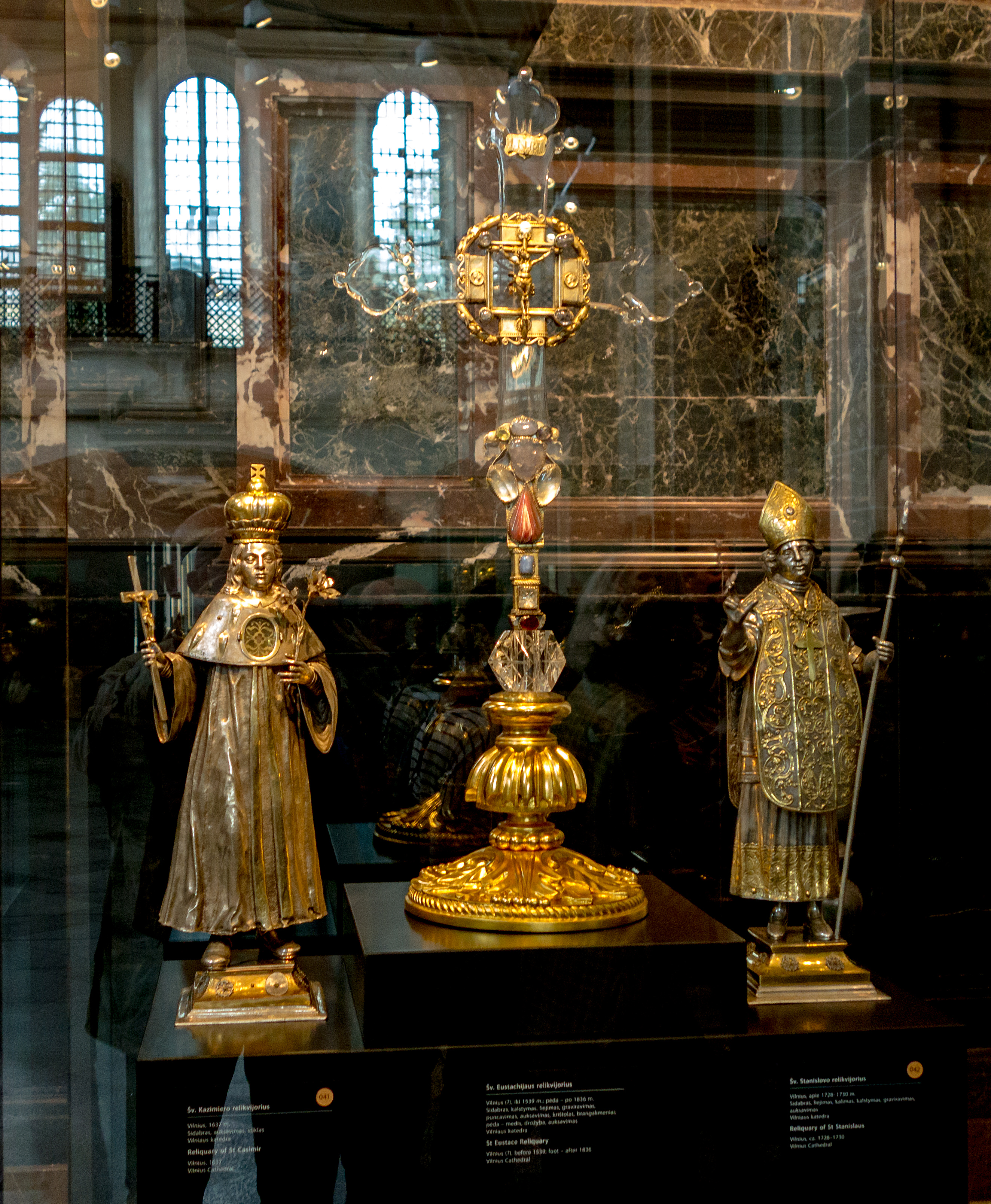
Relikwiarze (od lewej):św. Kazimierza. Wilno 1637; św. Eustachego, Wilno przed 1539; św. Stanisława, Wilno ok. 1728-1730
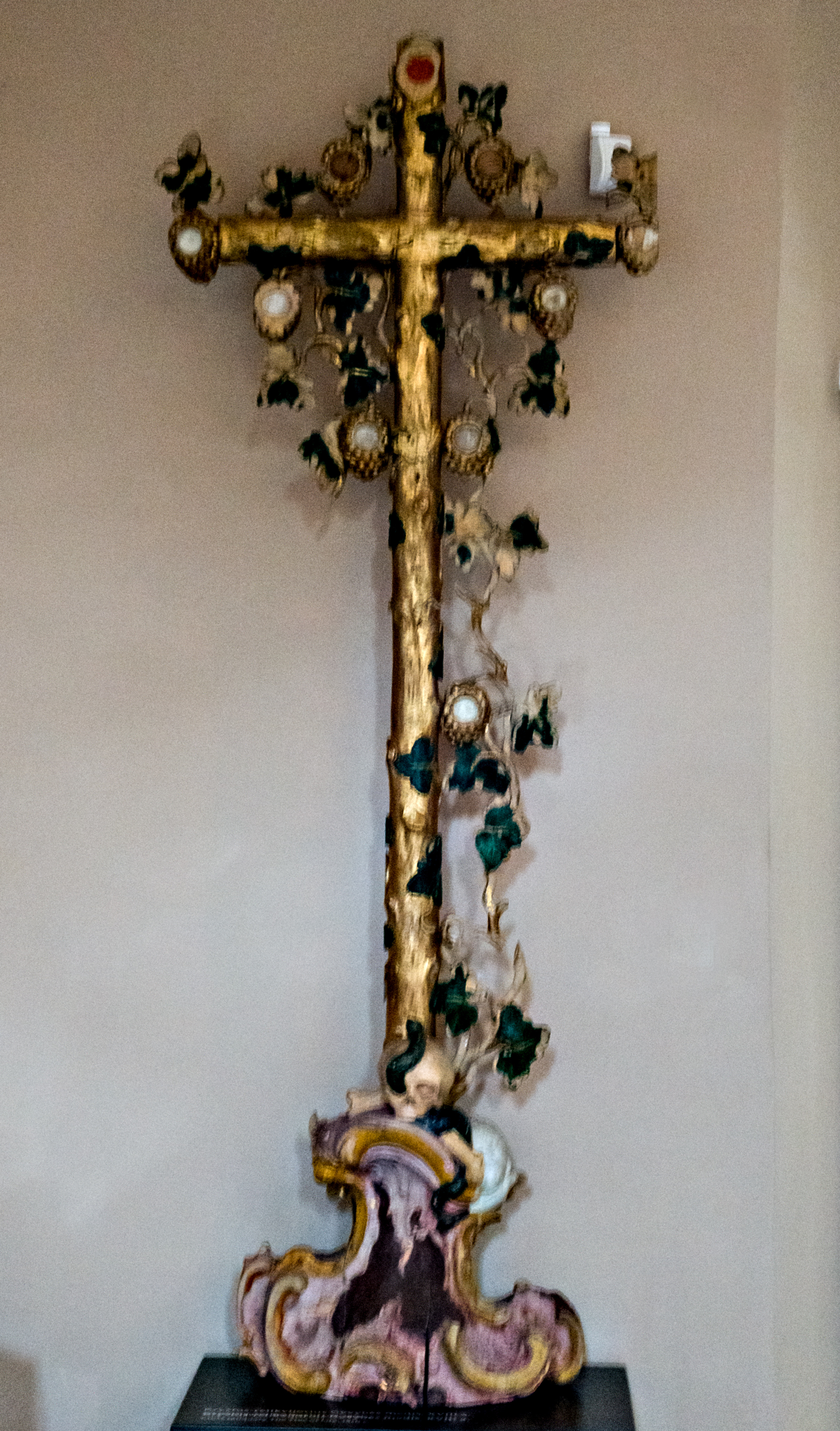
Krzyż relikwiarzowy „Drzewo Życia"

Wybrane elementy wyposażenia kościołów
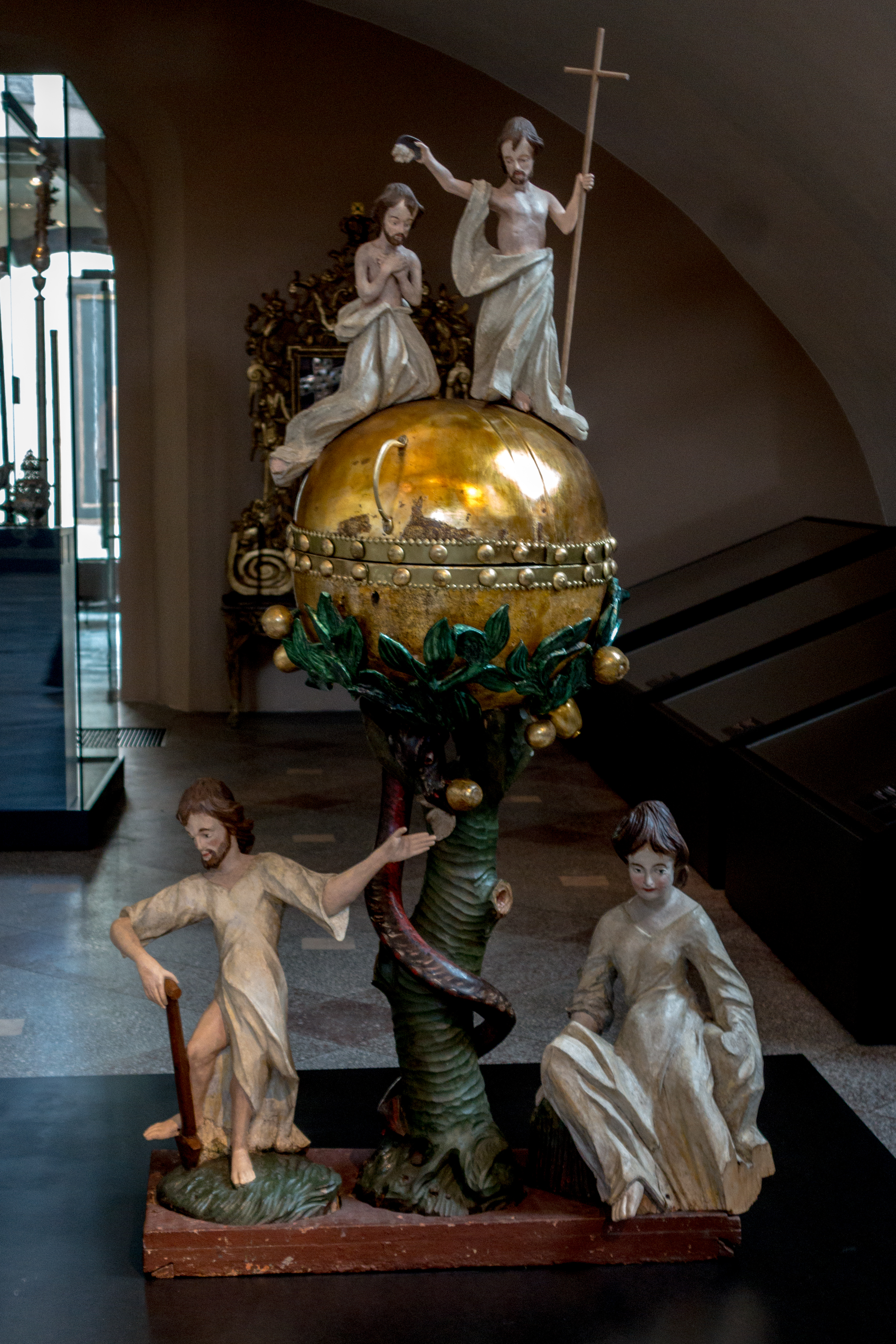
Chrzcielnica z Kalwarii Żmudzkiej
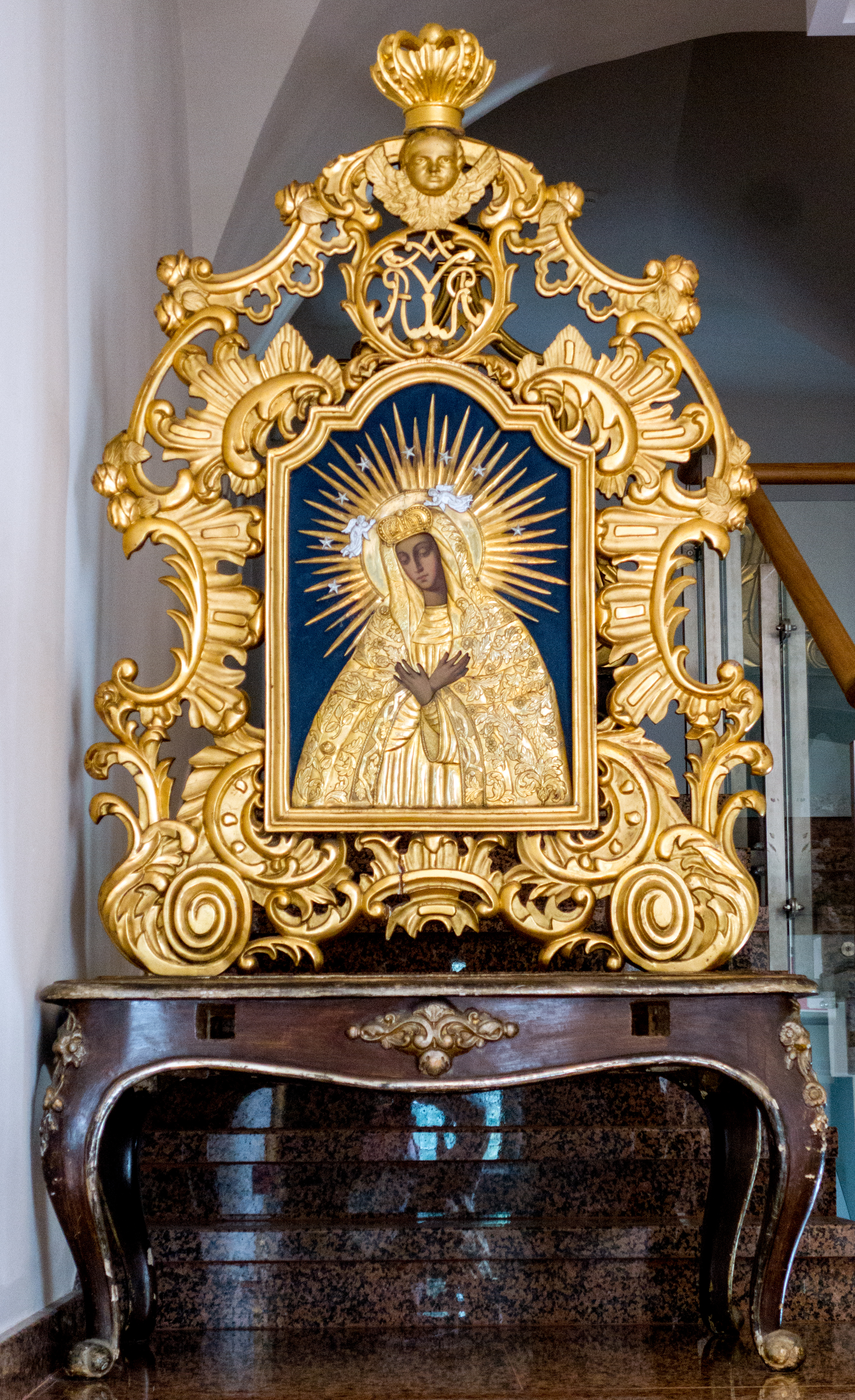
Feretron
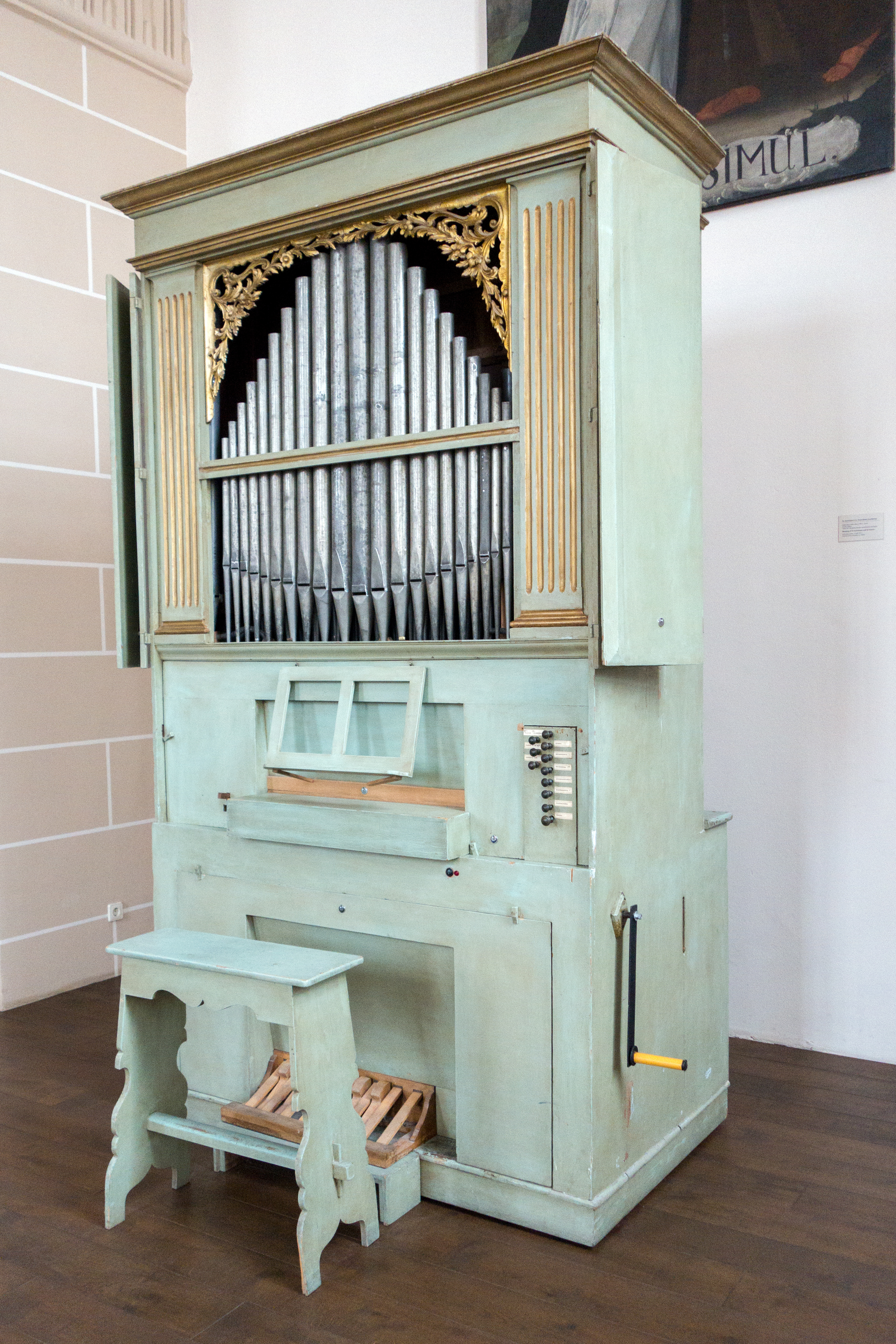
Włoskie organy odrestaurowane przez konserwatora Giovanniego Pradellę(inne języki) i przekazane w 2009 do muzeum przez Archidiecezję Kolonii